# Wilhelm Roser

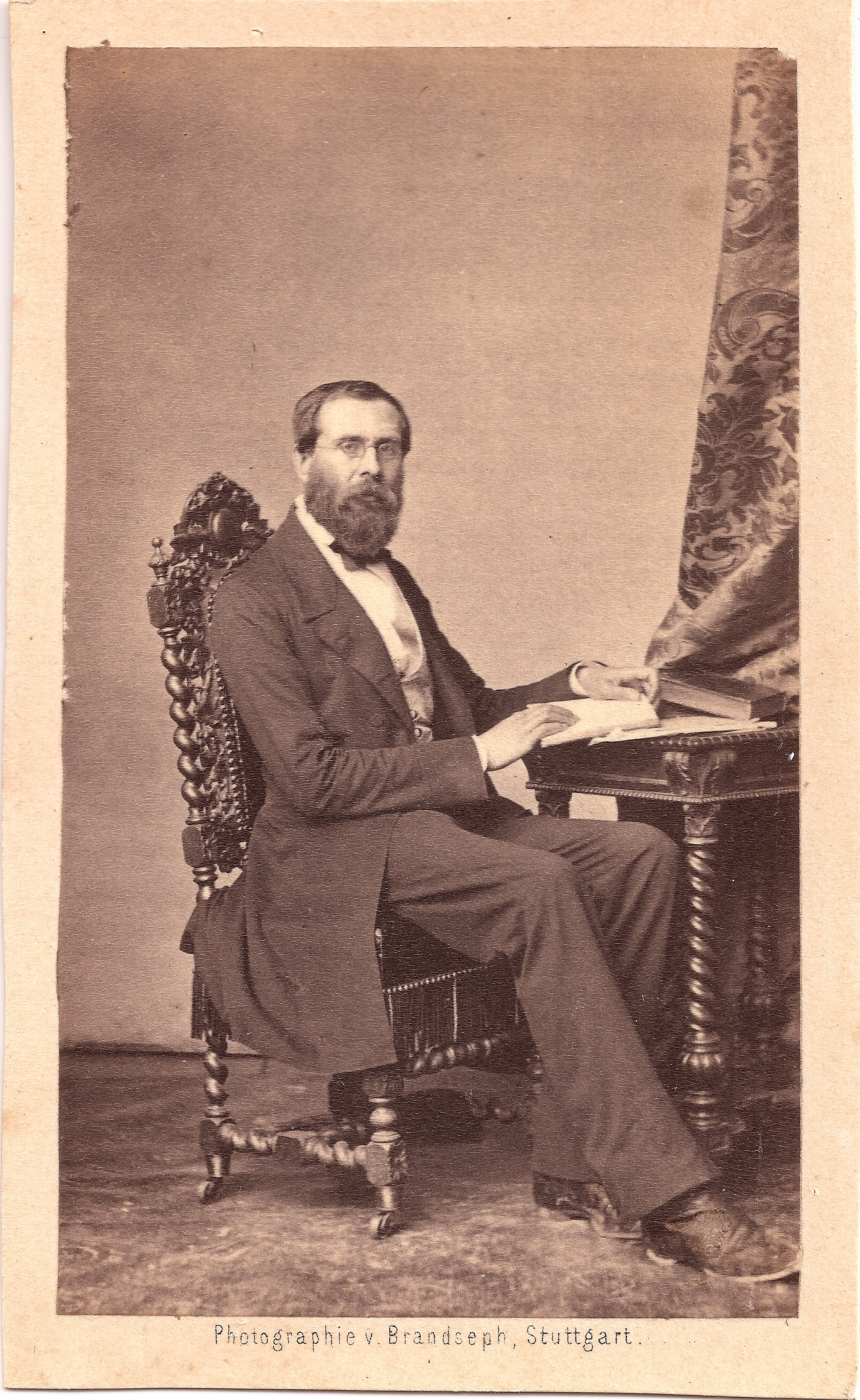
Wilhelm Roser (Friedrich Brandseph, um 1862)

Wilhelm Ferdinand Roser (* 26. März 1817 in Stuttgart, Königreich Württemberg; † 16. Dezember 1888 in Marburg, Königreich Preußen) war ein deutscher Chirurg und Augenarzt. Er gilt als Mitbegründer der um 1842 aufgekommenen deutschen Richtung der physiologischen Medizin und schuf 1842 mit Carl August Wunderlich das Archiv für physiologische Heilkunde.

## Familie
Wilhelm Roser ist der Sohn des Staatsrates Karl von Roser und seiner Ehefrau Luise geborene Vischer (* 23. Juli 1796 in Calw; † 1. August 1841 in Stuttgart) einer Schwester von Emilie Vischer, der Ehefrau von Ludwig Uhland. Beide Frauen sind Töchter des Calwer Großkaufmanns Johann Martin Vischer, der sich Ende des 18. Jahrhunderts von dem Hofbaumeister
Reinhard Fischer in Calw ein prächtiges Stadtpalais im klassizistischen Stil erbauen ließ. Wilhelm Roser wuchs mit drei Brüdern und zwei Schwestern auf. Einer der bekannten Nachkommen Wilhelm Rosers ist der Puppenspieler Albrecht Roser.
Wilhelm Roser war dreimal verheiratet. In seiner ersten Ehe vom 9. Februar 1847 bis 4. Januar 1853 mit Fanny Weber (* 30. Juni 1827 in Tübingen; † 4. Januar 1853 in Marburg), Tochter des Gerichtspräsidenten von Weber in Tübingen, in zweiter Ehe vom 24. November 1855 bis 10. Februar 1870 mit Charlotte Haug (* 21. November 1833 in Tübingen; † 10. Februar 1870 in Marburg), der ältesten Tochter des Tübinger Historikers Carl Friedrich Haug, und in dritter Ehe vom 10. Oktober 1871 bis 16. Dezember 1888 mit Amalie Haug (* 10. September 1848 in Tübingen; † 21. Juni 1890 in Marburg), der zweitjüngsten Tochter des Tübinger Historikers Carl Friedrich Haug. Roser hat aus seinen drei Ehen 13 Kinder. Seine jüngste Tochter wurde geboren, als Roser 65 Jahre alt war. Wilhelm Roser ist verschwägert mit Carl Friedrich Haug junior, Karl von Riecke und Oskar von Bülow. Karl von Riecke verfertigte, basierend auf den lebenslangen genealogischen Forschungen seines Schwiegervaters Carl Friedrich Haug, eine Schrift zur Württembergischen Familien- und Landesgeschichte.

## Werdegang
1834 nahm Wilhelm Roser mit seinen engen Freunden Carl Reinhold August Wunderlich und Wilhelm Griesinger an der Eberhard Karls Universität Tübingen das Studium der Medizin auf. Im Jahr 1839 wurde Roser in Tübingen zum Doktor der Medizin promoviert. In den folgenden Jahren unternahm Wilhelm Roser die Grand Tour nach Würzburg, Wien, Paris und Halle an der Saale. In Wien lernte Roser Carl von Rokitansky und Josef von Škoda kennen. In Paris entstand die wissenschaftlich fruchtbare Zusammenarbeit mit seinem Kollegen Auguste Nélaton. 1841 nach Württemberg zurückgekehrt, habilitierte sich Wilhelm Roser an der Eberhard Karls Universität im Fach Chirurgie und lehrte anschließend an der dortigen Medizinischen Fakultät als Privatdozent.
Von 1846 bis 1850 war Roser Oberamtswundarzt in Reutlingen. Dort erreichte ihn der Ruf der Philipps-Universität Marburg auf ihren Lehrstuhl für Chirurgie in der Nachfolge seines Kollegen Eduard Zeis. Roser folgte dem Ruf und bekleidete den Lehrstuhl bis zu seiner Emeritierung. In Marburg etablierte er die Augenheilkunde. 1869 wurde Roser zum Geheimen Medizinalrat ernannt. Er ließ sich 1883 die so genannte Behring-Villa erbauen und lebte bis zu seinem Tode im Dreikaiserjahr mit seiner Familie in Marburg.
Mit Carl Wunderlich und Wilhelm Griesinger gründete Roser 1841 das Archiv für physiologische Heilkunde. Im Vorwort zu seinem Handbuch der anatomischen Chirurgie (1859) würdigte er die stillen Wissenschaftsverdienste von Wilhelm Baum.

## Ehrungen
- Geheimer Medizinalrat
- Roter Adlerorden II. Klasse
- Wilhelm-Roser-Straße in Marburg
- Denkmal von Max Lange bei der Deutschen Blindenanstalt (1912)
- Roser-Nélaton-Linie

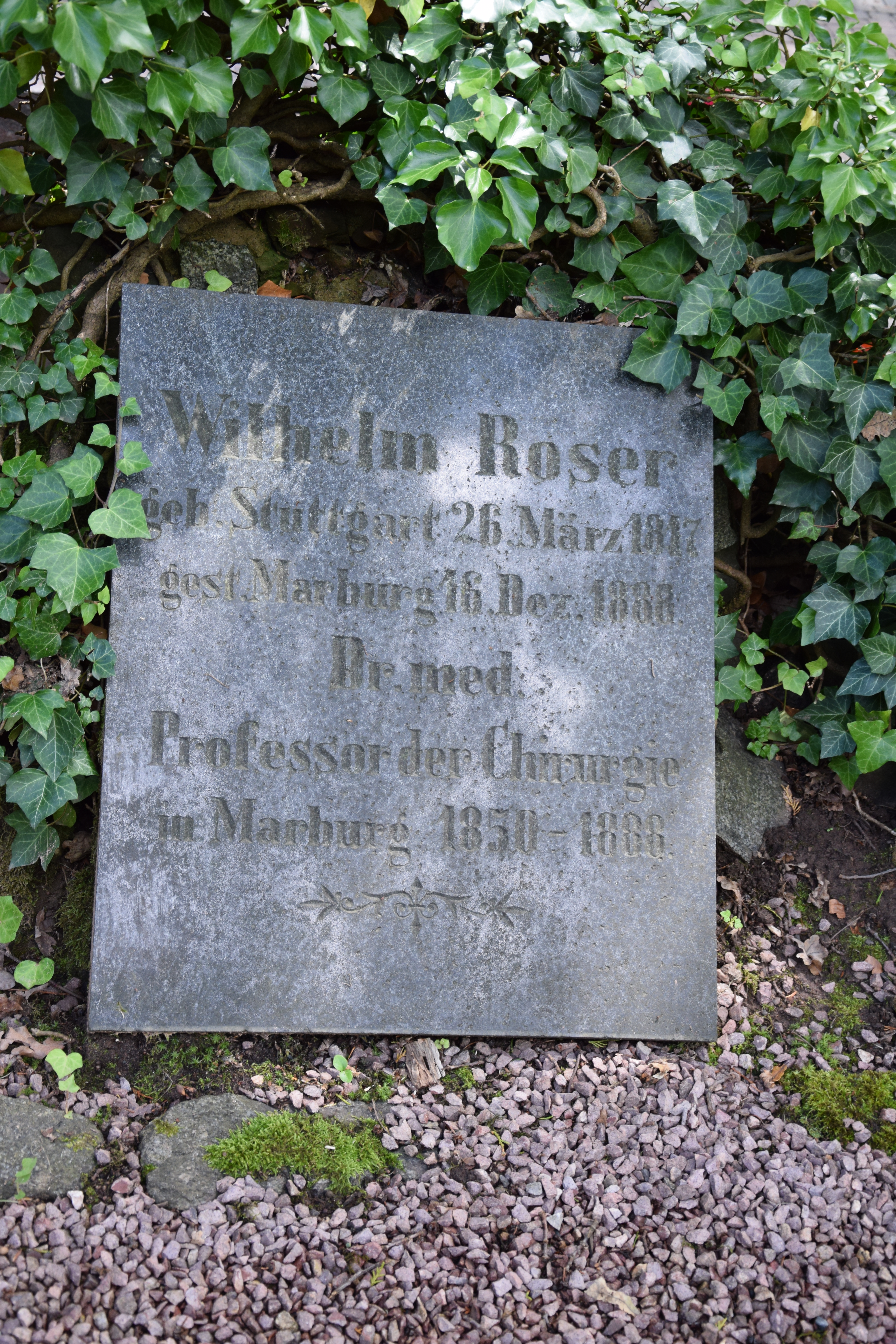
Rosers Grab (2017)
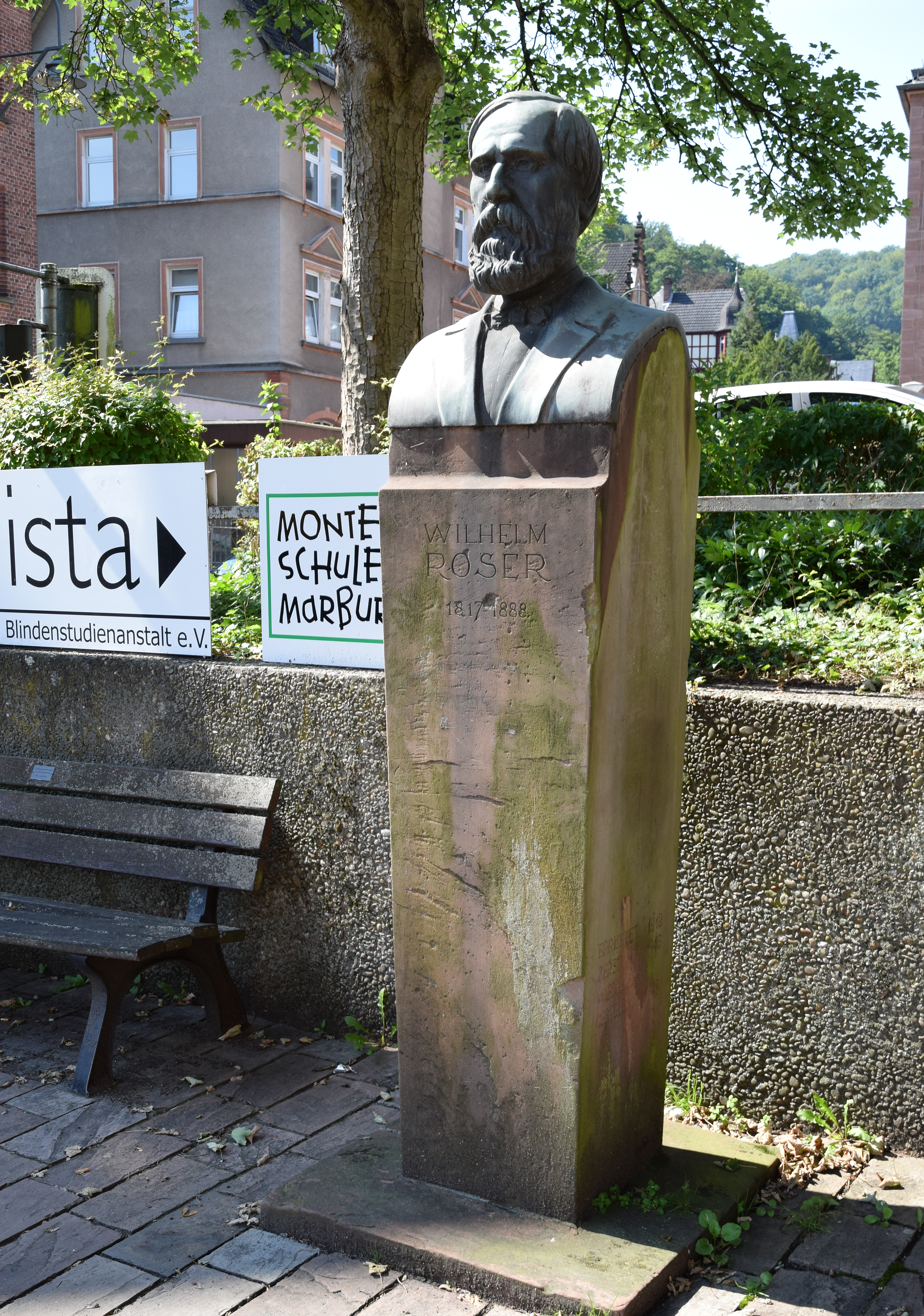
Büste in Marburg

## Familienbilder

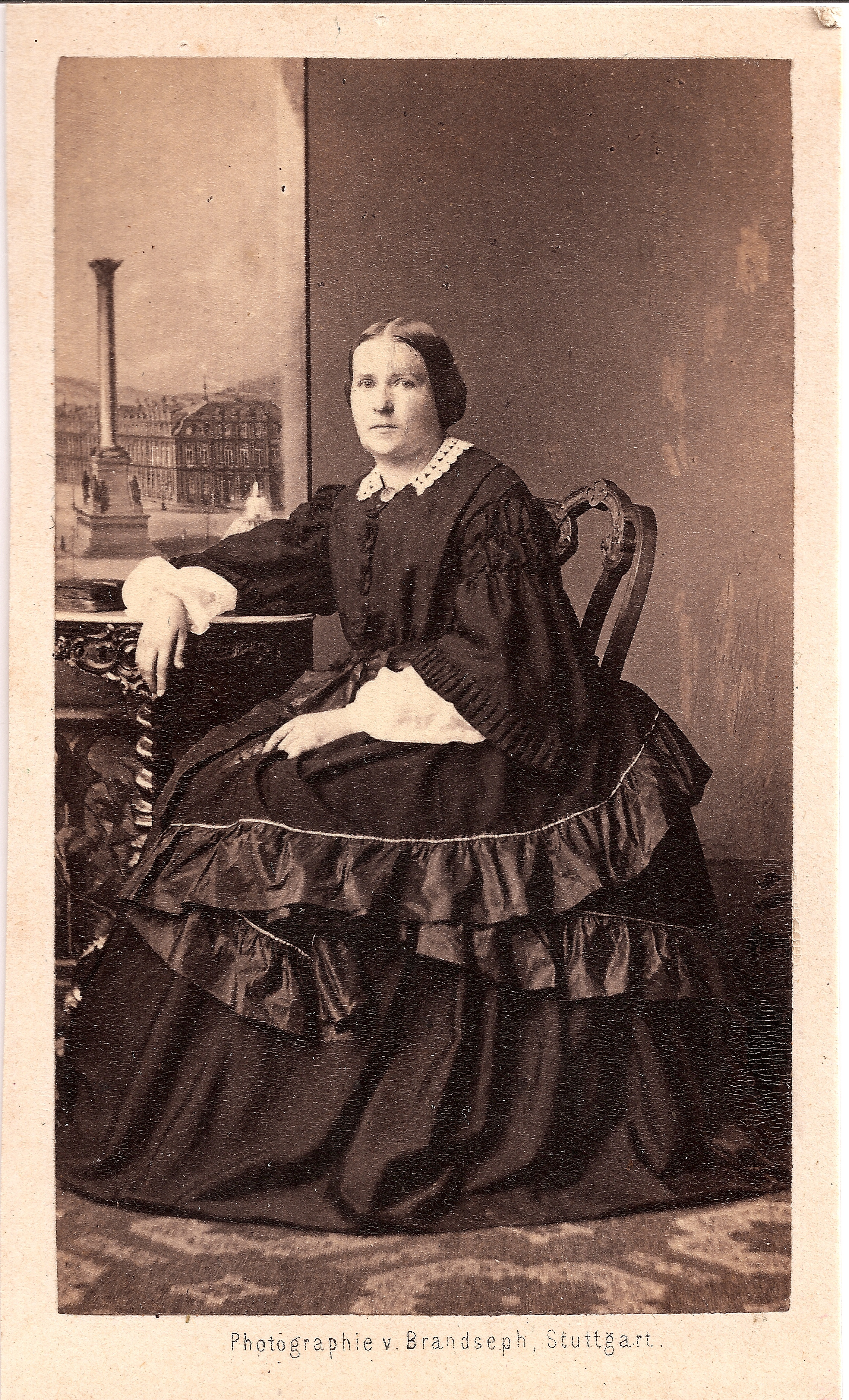
Charlotte Haug, 2. Ehefrau
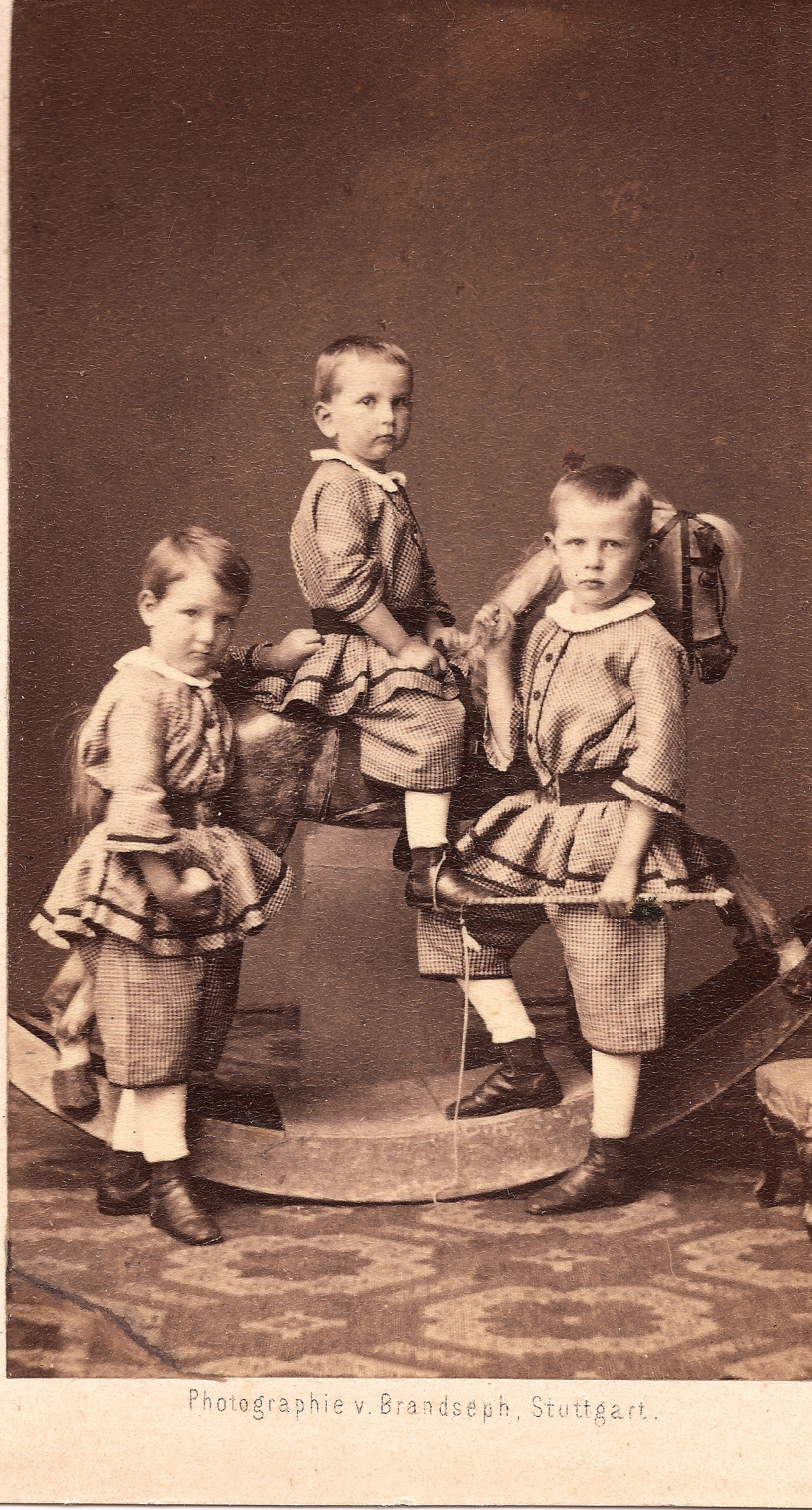
Wilhelm, Ludwig, Karl
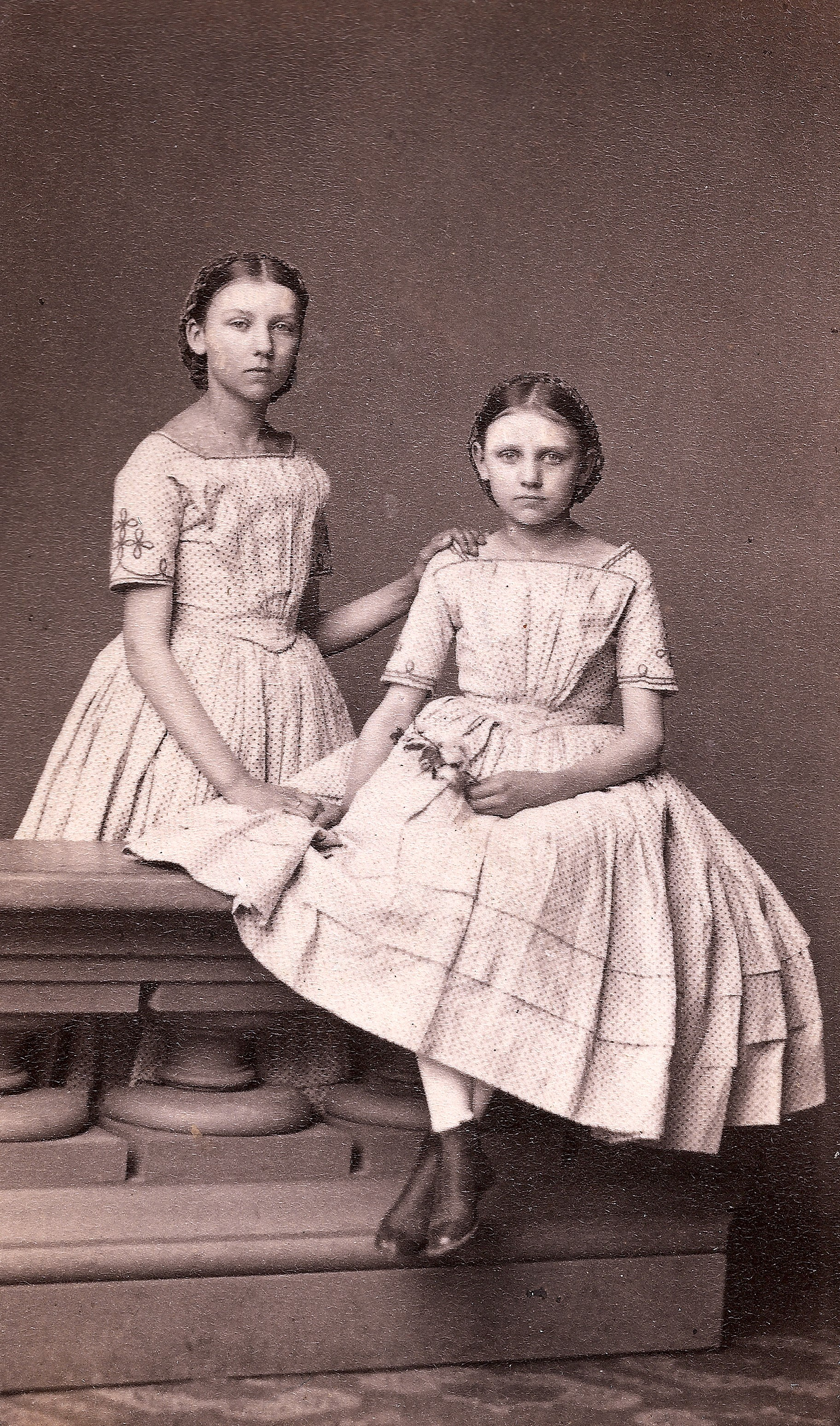
Amalie Roser (li.), 3. Ehefrau

## Schriften (Auswahl)
- mit Carl August Wunderlich: Über die Mängel der heutigen deutschen Medicin und über die Nothwendigkeit einer entschieden wissenschaftlichen Richtung in derselben. In: Archiv für physiologische Heilkunde. Band 1, 1842, S. I–XXX.
- als Hrsg. mit Carl August Wunderlich: Archiv für physiologische Heilkunde. 1842 ff.
- Handbuch der anatomischen Chirurgie. Tübingen 1844; 8. Auflage 1884.
- Allgemeine Chirurgie. Tübingen 1845.
- Chirurgisch-anatomisches Vademecum. Tübingen 1847; 9. Auflage 1892.
- Ueber die sogenannte Spezifität der Ophthalmien. In: Archiv für physiologische Heilkunde. 1847, S. 101.
- Die Lehre vom Hornhaut-Staphylom. Marburg 1851.